# SPATA19
SPATA19 (англ. Spermatogenesis associated 19) – білок, який кодується однойменним геном, розташованим у людей на 11-й хромосомі. Довжина поліпептидного ланцюга білка становить 167 амінокислот, а молекулярна маса — 19 186.
| 10         |  | 20         |  | 30         |  | 40         |  | 50         |
| ---------- |  | ---------- |  | ---------- |  | ---------- |  | ---------- |
| MIITTWIVYI |  | LARKGVGLPF |  | LPITSSDIDV |  | VESEAVSVLH |  | HWLKKTEEEA |
| SRGIKEKLSI |  | NHPSQGVREK |  | MSTDSPPTHG |  | QDIHVTRDVV |  | KHHLSKSDLL |
| ANQSQEVLEE |  | RTRIQFIRWS |  | HTRIFQVPSE |  | MTEDIMRDRI |  | EQVRRSISRL |
| TDVSAQDFSM |  | RPSSSDC    |  |            |  |            |  |            |

A: Аланін

C: Цистеїн

D: Аспарагінова кислота

E: Глутамінова кислота

F: Фенілаланін

G: Гліцин

H: Гістидин

I: Ізолейцин

K: Лізин

L: Лейцин

M: Метіонін

N: Аспарагін

P: Пролін

Q: Глутамін

R: Аргінін

S: Серин

T: Треонін

V: Валін

W: Триптофан

Кодований геном білок за функціями належить до білків розвитку, фосфопротеїнів. 
Задіяний у таких біологічних процесах, як диференціація клітин, сперматогенез. 
Локалізований у мембрані, мітохондрії, зовнішній мембрані мітохондрій.